# Melinda Wagner
Melinda Wagner, née en 1957 à Philadelphie, est une compositrice américaine, gagnante du Prix Pulitzer de musique en 1999. 

## Biographie
Elle est diplômée du Hamilton College. Elle a été compositeur en résidence à l'université du Texas (Austin) et au festival de musique Bravo! de Vail Valley.
Elle a gagné le Prix Pulitzer 1999 pour son Concerto pour flûte, cordes et percussion.
Ses autres pièces les plus connues sont le Concerto pour trombone, Falling Angels (1992) et Extremity of Sky (2002).

## Œuvre

### Musique de chambre et d'ensemble
- Duo pour violon et violoncelle (1978)
- The Children, piano (1988)
- Sextuor pour flûte, clarinette, violon, alto, violoncelle et piano (1989) 13 min
- Thinking About the Moon (deux petites pièces), flûte, clarinette, violon, violoncelle et piano (1995)
- Wing and Prayer pour clarinette, violoncelle, percussion et piano (1996) 13 min
- Arabesque pour guitare solo (1999) 3 min 30 s
- Tintinnabulum pour piano solo (1999) 2 min
- Wick pour flûte, clarinette, violon, violoncelle, piano et percussion (2000) 15 min
- Quintette à vent no 1, pour deux trompettes, cor, trombone et trombone basse (ou tuba) (2000) 14 min
- Romanze with Faux Variations, pour violon, violoncelle et piano (2003) 13 min
- Concertino pour clavecin et quintette à cordes (2005) 11 min
- Scamp, ensemble à vent (2008)
- Little Moonhead, pour violon solo et ensemble instrumental (clavecin, célesta et cordes) (2008) 17 min
- Pan Journal Quintet pour harpe et quatuor à cordes (2009) 14 min
- Scritch pour hautbois et quatuor à cordes (2010) 14 min

### Musique orchestrale
- Passages, orchestre (1985)
- Falling Angels, poème pour orchestre (1992) 14 min
- Concerto pour flûte, cordes et percussion en trois mouvements (1998) 24 min
- Extremity of Sky, concerto pour piano et orchestre (2002) 28 min
- 57/7 Dash Overture pour percussion, timbales et orchestre (2003) 7 min (existe aussi dans une version pour percussion, timbales et fanfare de concert)
- Whirl's End, orchestre à cordes, harpe, strummed piano et percussion (2005)
- Concerto pour trombone et orchestre (2006) 24 min
- Little Moonhead (trois tributs, inspiré par le Concerto Brandebourgeois no 4 de Bach) violon solo, 2 flûtes, clavecin, célesta et orchestre à cordes (2008)

### Musique vocale et chorale
- Circles, Stone, and Passage, song-cycle, mezzo-soprano et ensemble instrumental (1981)
- Ancient Music pour chœur SATB (1994) 4 min
- Sleep Awake (deux mélodies : Morpheus et Awake), mezzo-soprano, clarinette et piano (1996)
- Four Settings pour soprano et ensemble (flûte, clarinette, violon, alto, violoncelle, contrebasse et piano) (2004) 20 min
- From a Book of Early Prayers pour chœur de chambre (chœur SATB) (2004) 7 min